# فوستو ماسنادا
فوستو ماسنادا (بالإيطالية: Fausto Masnada)‏ (و. 1993  م) هو راكب دراجة هوائية إيطالي، ولد في بيرغامو.

## سجل الفوز

### سباقات أو مراحل فاز بها
| التاريخ        | السباق                                     | المركز                                                                 |
| -------------- | ------------------------------------------ | ---------------------------------------------------------------------- |
| 09 أبريل 2017  | جيرو أبنينس 2017                           | السابع في التصنيف العام                                                |
| 28 مايو 2017   | 2017 Tour du Jura                          | الثاني في التصنيف العام، الثالث في تصنيف الجبال                        |
| 15 أكتوبر 2017 | طواف تركيا الرئاسي 2017                    | الثالث في التصنيف العام                                                |
| 28 يناير 2018  | فولتا سان خوان 2018                        | المرتبة 11 في التصنيف العام                                            |
| 11 فبراير 2018 | تروفيو لايقويليا 2018                      | العاشر في التصنيف العام                                                |
| 25 مارس 2018   | كوبي وبارتالي 2018                         | السادس في التصنيف العام                                                |
| 22 أبريل 2018  | جيرو أبنينس 2018                           | الثالث في التصنيف العام                                                |
| 27 مايو 2018   | طواف إيطاليا 2018                          | الخامس في تصنيف أفضل شاب                                               |
| 17 يونيو 2018  | طواف سلوفينيا 2018                         | الأول في تصنيف الجبال                                                  |
| 19 أغسطس 2018  | طواف المجر 2018                            | التاسع في التصنيف العام                                                |
| 31 أكتوبر 2018 | طواف هاينان 2018                           | الفائز في التصنيف العام                                                |
| 06 أبريل 2019  | جيرو دي سيسيليا 2019                       | الأول في تصنيف الجبال، الثالث في التصنيف العام، السابع في تصنيف النقاط |
| 10 أكتوبر 2019 | كأس إيطاليا لركوب الدراجات على الطريق 2019 |                                                                        |
| 20 يونيو 2021  | سباق الطريق للرجال في بطولة إيطاليا 2021   |                                                                        |
| 19 مايو 2024   | أربعة أيام من دونكيرك 2024                 | الأول في تصنيف الجبال                                                  |

## روابط خارجية
- فوستو ماسنادا على موقع الاتحاد الدولي للدراجات (الإنجليزية)
- فوستو ماسنادا على موقع أرشيف الدراجات (الإنجليزية)
- فوستو ماسنادا على موقع إحصائيات الدراجات الإحترافية (الإنجليزية)
- فوستو ماسنادا على موقع نسبة الدراجات (الإنجليزية)
- فوستو ماسنادا على موقع CycleBase (الإنجليزية)